# Henrik Finály
Henrik Finály (n. 16 ianuarie 1825, Óbuda⁠(d), Budapesta, Ungaria – d. 13 februarie 1898, Cluj, Austro-Ungaria) a fost un filolog clasic maghiar, rector al Universității „Franz Joseph” din Cluj.

## Scrieri
- Latin-magyar iskolai szótár [„Dicționar școlar latin-maghiar”], Cluj, 1858.